# Brecht Dejaegere
Brecht Dejaegere (Handzame, 29 maggio 1991) è un calciatore belga, centrocampista del Kortrijk.

## Palmarès

### Club

#### Competizioni nazionali
- Campionato belga: 1

Gent: 2014-2015
- Supercoppa del Belgio: 1

Gent: 2015
- Ligue 2: 1

Tolosa: 2021-2022
- Coppa di Francia: 1

Tolosa: 2022-2023